# 口寮
口寮，原寫為口藔，是臺灣臺南市將軍區的一個傳統地域名稱，位於該區西南部。相較於今日行政區，其範圍大致包括將軍里西南半部、平沙里南部、鯤鯓里不含北部西側凸出部分的北半部及西南端、鯤溟里，以及七股區西寮里北部中央地帶。

## 歷史
臺灣日治初期，口寮地區為一（舊制）街庄，稱為「口藔庄」，隸屬於漚汪堡。昔日該庄本島部分北與山仔腳庄、將軍庄為鄰，東與角帶圍庄、後港庄為鄰，南邊為頂山仔庄，西邊臨臺灣海峽，近海處有南北狹長的沙洲網仔藔汕。其海域轄區並未直通外海，北側及西南側分別由山仔腳庄及下山仔藔庄所轄海域為圍住。
1901年（日治明治三十四年）11月，全臺廢縣廳改設二十廳，該庄隸屬於鹽水港廳。1903年（明治三十六年）6月，該庄編入「下營區」，隸屬於鹽水港廳。1909年（明治四十二年）10月，合併二十廳為十二廳，下營區改隸屬於臺南廳。1920年（大正九年），全臺地方制度大改正，廢十二廳改設五州二廳，該庄改制並雅化為「口寮」大字，隸屬於臺南州北門郡將軍庄（新制街庄）。
戰後將軍庄改制為將軍鄉，隸屬於臺南縣，大字亦改制為村。1950年10月，雲、嘉、南分治，將軍鄉仍隸屬於臺南縣。2010年12月25日，臺南縣市合併，將軍鄉改制為將軍區，隸屬於新成立的直轄市臺南市，村亦改制為里。

## 聚落
本地區發展較早的聚落有頂口藔、下口藔、青鯤鯓等，在日治期初期的官方地圖上已有記載。其後頂口藔聚落區分為頂口藔、口藔兩個聚落。另外，本地區尚有五棟寮聚落。

## 交通
省道台61線又稱「西部濱海快速公路」，目前通車路段北起新北市八里區臺北港，南至臺南市七股區九塊厝，經過本地區中西部。本地區北上可經由市道173甲線、將軍交流道進入台61線北上車道，南下可經由市道173甲線、七股交流道進入台61線南下車道；由此等可快速前往台灣西部沿海各地。
市道173甲線是北門區蘆竹溝至七股區九塊厝的道路，全線與省道台61線並行，為其兩側平面車道。
區道南20線是馬沙溝至漚汪的道路。
區道南25線是馬沙溝至中寮的道路。
區道南25-1線是頂山至中寮的道路。
區道南26線是青鯤鯓至佳里的道路。
區道南30線是頂山至後港的道路。

## 學校
- 鯤鯓國小

## 產業
- 青山漁港（位於青鯤鯓聚落）